# Straumfjörðr

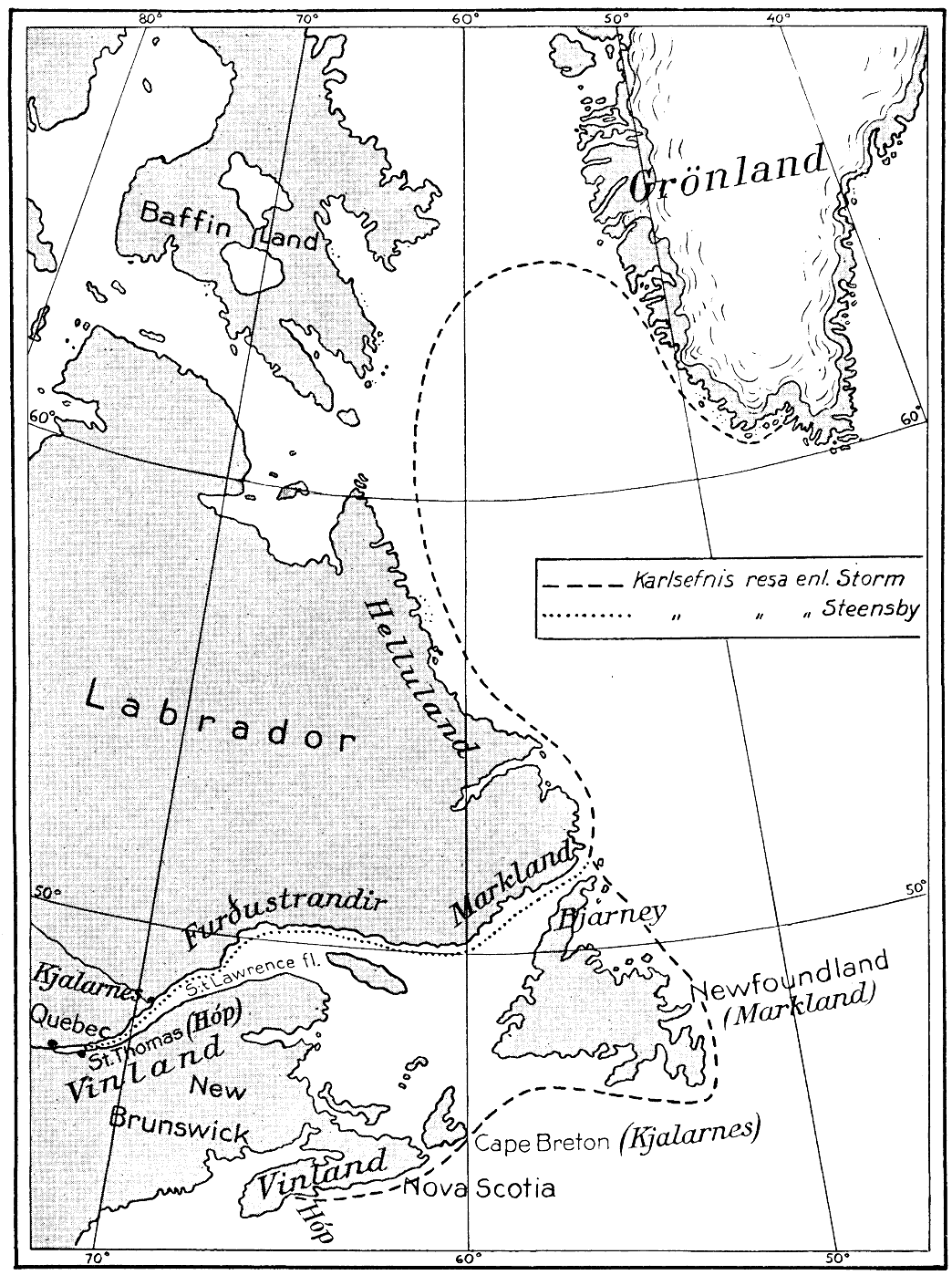
Expéditions vikings vers le Vinland. (Nordisk familjebok 1921).

Straumfjörðr (ou Straumsfjörðr), en vieux norrois : «fjord des courants», est un lieu mentionné dans la saga d'Erik le Rouge comme étant un camp de base situé dans le Vinland à partir duquel les Vikings partaient en expéditions au cours des étés vers l'intérieur des terres de l'Amérique du Nord et le long de ses côtes méridionales, notamment en longeant les longues plages du Furdustrandir pour se rendre vers un autre lieu de colonisation nommé Hóp.
Les sagas nordiques relatant l'épopée d'Erik le Rouge donnent une description de Straumfjörðr qui permettent d'indiquer que ce fjord pourrait être le lieu du camp de base viking de Leifsbudir qui pourrait être le site archéologique de l'Anse aux Meadows ou de Pointe Rosée sur l'île de Terre-Neuve. Néanmoins cette localisation n'est pas certaine car les sagas relatent la présence de vignes et de plantes céréalières suffisantes pour leurs animaux (bovins) même en hiver. Le site de Straumfjörðr pourrait être situé plus au sud le long des côtes de la Nouvelle-Écosse et de la Nouvelle-Angleterre.